# 威廉·道奇
威廉·道奇（英語：William Dodge，1925年1月7日—1987年7月7日），美国男子雪车运动员。他曾代表美国参加1956年冬季奥林匹克运动会雪车比赛，获得男子四人铜牌。他于1987年去世，享年62岁。